# Fêtes et défilés à New York
On célèbre de nombreuses fêtes et défilés à New York. Dès le XVIIe siècle, la ville de New York, particulièrement sur l'île de Manhattan, a été le lieu d’innombrables manifestations militaires, religieuses, civiques ou politiques. Ces démonstrations, annuelles ou exceptionnelles, sont l’expression des préoccupations profondes des new-yorkais. La première célébration connue fut celle de 1788 ; elle fête la ratification de la Constitution américaine par un gigantesque défilé et un banquet de cinq mille convives.
Des parades impressionnantes ont parfois honoré des hôtes de marque. Parmi eux, le héros français de la révolution américaine, le marquis de La Fayette, fut reçu par la ville en 1824 à grand renfort de discours et de parades. Un bal somptueux fut donné en son honneur.
En 1865, des milliers de soldats défilèrent dans Manhattan pour célébrer la fin de la guerre de Sécession.

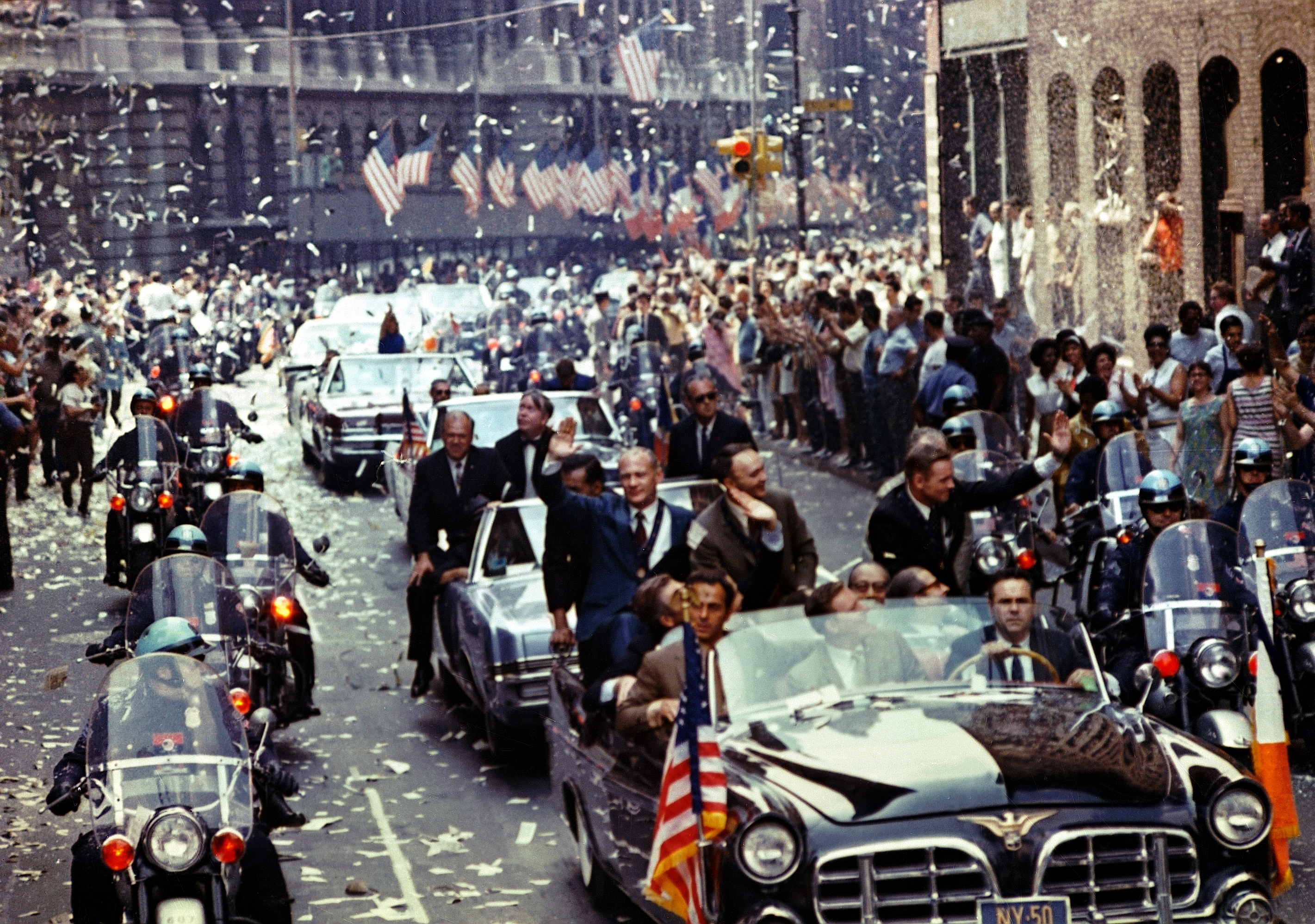
Une « ticker-tape parade » en l'honneur des astronautes d'Apollo 11 (13 août 1969)

## Ticker-tape parades
Dès la fin du XIXe siècle dans le financial district (le quartier des affaires), les hôtes officiels étaient « arrosés » de bandes de téléscripteurs (le ticker-tape était un ruban sur lequel s'affichait le cours des actions en continu pendant l'ouverture des marchés boursiers) lancées depuis les immeubles. Bien qu’aujourd’hui la coutume de ce type de parades se perde un peu (en raison de la circulation automobile et du coût exorbitant du nettoyage), elle se perpétue néanmoins avec des listings informatiques déchiquetés en lambeaux. Les victoires des Yankees, l’équipe de baseball de New York, sont traditionnellement célébrées par une ticker-tape parade.

## Parades annuelles
Saint Patrick’s Day ParadeChaque année, le 17 mars, a lieu la plus immuable des manifestations culturelles ; le défilé de la Saint-Patrick. Il fut organisé pour la première fois dans les années 1760 par des soldats irlandais en garnison à New York. Depuis 1838, cette procession est patronnée par l’ordre ancien des Hibernians, une confrérie catholique. Cette grande fête populaire, est le symbole de la solidarité de la communauté irlandaise.
Puerto Rican Day ParadeDepuis 1958, la fête de la plus nombreuse communauté immigrée de la ville rassemble, le deuxième dimanche de juin, environ 80 000 participants et plus de deux millions de spectateurs le long de la Cinquième avenue, à la hauteur de Central Park.
Macy's Thanksgiving Day ParadeDepuis les années 1920, cette parade, parrainée par le grand magasin Macy's, célèbre, fin novembre, la première moisson des colons au XVIIe siècle.
Gay and Lesbian Pride MarchCette marche commémore, tous les ans, la première grande revendication pour les droits homosexuels ; l’émeute de Stonewall Inn, qui éclata le 30 juin 1969 à Greenwich Village. Elle rassemble jusqu'à 500 000 participants.
Greenwich Village Halloween ParadeÀ la veille de la Toussaint, cette fête rassemble plusieurs milliers de participants, tous déguisés avec recherche, comme un gigantesque mardi gras.
Le nouvel an chinoisIl est fêté avec pompe à la mi-février dans Chinatown et est salué par des pétards. Trente-six heures durant, le quartier voit onduler des dragons à têtes énormes, animés par des groupes d’hommes cachés dessous.
Fête de San GennaroLittle Italy accueille, le dernier samedi de septembre, entre les buvettes et les jeux, la fête de San Gennaro (saint Janvier) patron de Naples.
Fourth of JulyLe 4 juillet marque l'anniversaire de l’Indépendance américaine, c'est la fête nationale. À New York, celle-ci donne lieu à un feu d'artifice toujours plus impressionnant.